# 北海道道22号留萌港線

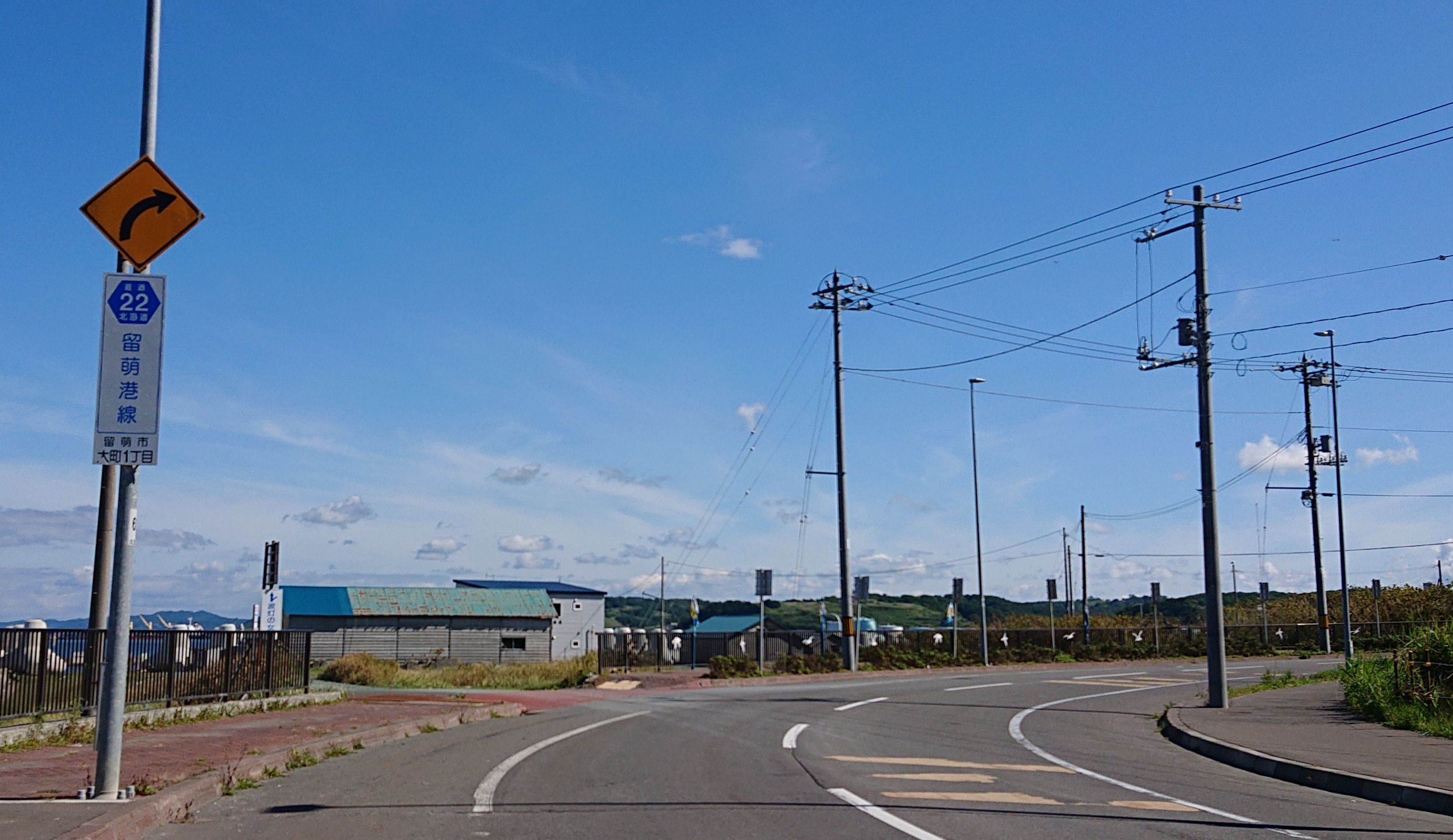
北海道道22号留萌港線（留萌市大町1丁目）

北海道道22号留萌港線（ほっかいどうどう22ごう るもいこうせん）は、北海道留萌市内を結ぶ道道（主要地方道）である。

## 概要

### 路線データ
- 起点：北海道留萌市大町1丁目（重要港湾 留萌港）
- 終点：北海道留萌市本町3丁目（国道231号交点）
- 総延長：1.339 km[1]
- 実延長：1.330 km[1]
- 重用延長：0.009 km[1]

### 道路管理者
- 留萌振興局 留萌建設管理部 事業課

## 歴史
- 1954年（昭和29年）3月30日 - 43号として路線認定[2]。
- 1993年（平成5年）5月11日 - 建設省から、道道留萌港線が留萌港線として主要地方道に指定される[3]。
- 1994年（平成6年）10月1日 - 路線番号を22号に変更[4]。

## 地理

### 通過する自治体
- 留萌振興局
  - 留萌市

### 交差する道路
留萌市
- 国道231号 - 本町3丁目（終点）

### 沿線にある施設など
留萌市
- 留萌港
- 留萌郵便局